# Adontorhina sphaericosa
Adontorhina sphaericosa är en musselart som beskrevs av Scott 1986. Adontorhina sphaericosa ingår i släktet Adontorhina och familjen Thyasiridae. Inga underarter finns listade i Catalogue of Life.